# Banu Szalama
Banu Szalama, azaz Szalama nemzetsége a vizigót, de az iszlám hitre áttért (muwallad) Cassius gróf harmadik — eredetileg valószínűleg Salamon, illetve Solomon, arab névváltozatban Szalama — nevű fiának leszármazottaiból álló, Huesca vidékén a 8-tól a 10. század végéig igen befolyásos család. Ugyanígy hívták a Szalama, majd fia által vezetett, a mór és a pireneusi frank területek közé ékelt félfüggetlen (a córdobai kormányzó, később a córdobai emír vazallusaként létező) államocskát (taifát) is a 8. században.

## A taifa kialakulása (730 körül)
Cassius gróf halála után taifáját birtokait három fia örökölte:
- a legidősebb fiú, Fortún ibn Qasi a déli, legnagyobb részt, amely megőrizte a Banu Qasi nevet,
- Abu Tavr, a második fiú Huesca környékét,
- Szalama pedig a maradékot.

## A taifa virágkora (780–800)
778-ban Abu Tavr és a környező mór területek két további kormányzója fellázadt Abd ar-Rahmán ibn Muávija córdobai emír ellen, és ehhez Nagy Károly frank uralkodótól kértek segítséget. Károly ünnepélyesen elfogadta Szoloman ibn al-Arabi és Kasmin ibn Juszuf emírek és Abu Tavr hűbéresküjét, Abd ar-Rahmán azonban legyőzte a frank hadakat, amelyeket ezután kivonták a félszigetről. A lázadó emírek birtokait elkobozták; Huesca taifát alighanem ekkor csatolták Banu Szalamához.

## A taifa bukása (800)
798-ban tört ki Bahlul ibn Marzuq zaragozai felkelése. A lázadók 800-ban Banu Szalamát is elfoglalták. Ezután I. Hisám córdobai emír Toledóból sereget küldött a felkelés leverésére, és ennek parancsnokává (egyik) kedvenc tábornokát, a Bahlulhoz hasonlóan a környékről származó Amrus ibn Júszufot nevezte ki. Amrus határozott hadmozdulatokkal gyorsan leverte a lázadást; Bahlul elmenekült. Banu Szalamát azonban nem szervezték újra (nem adták vissza a névadó családnak), hanem betagozták a Córdobai Emírségbe.

## A család a taifa bukása után
A család ezután közel kétszáz évre eltűnt a krónikák lapjairól. A 10. század végi feljegyzések azonban ismét a helyi hatalmasságok között említik őket; birtokaik főleg Huesca és Barbastro környékén voltak. További sorsuk ismeretlen.

## Fordítás
Ez a szócikk részben vagy egészben  a   Count Cassius című angol Wikipédia-szócikk ezen változatának fordításán alapul.  Az eredeti cikk szerkesztőit annak laptörténete sorolja fel. Ez a jelzés csupán a megfogalmazás eredetét és a szerzői jogokat jelzi, nem szolgál a cikkben szereplő információk forrásmegjelöléseként.
Ez a szócikk részben vagy egészben  a(z)   Кассий (Бану Каси) című orosz Wikipédia-szócikk ezen változatának fordításán alapul.  Az eredeti cikk szerkesztőit annak laptörténete sorolja fel. Ez a jelzés csupán a megfogalmazás eredetét és a szerzői jogokat jelzi, nem szolgál a cikkben szereplő információk forrásmegjelöléseként.
Ez a szócikk részben vagy egészben  a   Banu Salama című angol Wikipédia-szócikk ezen változatának fordításán alapul.  Az eredeti cikk szerkesztőit annak laptörténete sorolja fel. Ez a jelzés csupán a megfogalmazás eredetét és a szerzői jogokat jelzi, nem szolgál a cikkben szereplő információk forrásmegjelöléseként.